# Pieter van der Meer de Walcheren

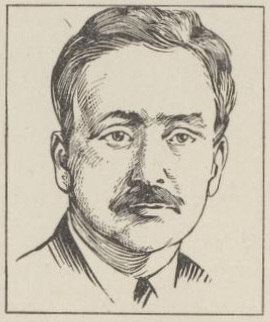
Pieter van der Meer de Walcheren

Pieter Balthazar Albertus van der Meer de Walcheren (* 10. September 1880 in Utrecht, Niederlande; † 16. Dezember 1970 in Breda, Niederlande) war ein niederländischer Dichter und Schriftsteller, der später in den Benediktinerorden eintrat und die Priesterweihe empfing. Sein literarisches Schaffen prägte Teile des kulturellen Lebens der niederländischen Zwischenkriegszeit.

## Leben
Meer de Walcheren entstammte dem Familiengeschlecht der Van der Meer de Walcheren und wurde in Utrecht mit seinen drei Schwestern im Umfeld der Remonstranten erzogen. Seine Schwester Benjamine (1881–1927) heiratete 1902 den Bildhauer Georg Kolbe. Sein Vater, ein Weinhändler, pflegte Kontakte zu Alphons Diepenbrock, dessen musikalischer Hang zur Spätromantik die Geisteshaltung des jungen Pieter prägte. Die Maximen der Spätromantik spiegelten sich im religiösen und später im monastischen Leben von de Walcheren wider. 1896, nach dem Studium der Altphilologie an der Universität Amsterdam, wurde er durch den Einfluss von Frank van der Goes und Herman Heijermans jedoch ein radikaler Sozialdemokrat. 1900 zog er nach Brüssel, um im sozialistischen Milieu zu wirken. Hier lernte er seine Frau Christine Wilhelmina Françoise Verbrugghe kennen, eine belgisch-katholische Malerin. Sie heirateten am 18. Juni 1902 in Brüssel; aus der Ehe gingen drei Kinder hervor: Pierre-Léon († 1933), Anne-Marie (1912–1976), Jean-Franc (1915–1917).
Am 24. Februar 1911 konvertierte Meer de Walcheren unter dem Einfluss des katholischen französischen Schriftstellers Léon Bloy mit seinem siebenjährigen Sohn Pierre-Léon zur römisch-katholischen Kirche. In der Zwischenkriegszeit prägte Meer de Walcherens literarisches Schaffen eine Generation junger katholischer niederländischer Schriftsteller und Künstler, unter denen sich Jan Engelman, Anton van Duinkerken, Albert Kuyle, Albert Helman und Gerard Wijdeveld befanden.
Ab 1913 veröffentlichte Meer de Walcheren das „Tagebuch eines Konvertiten“, das seine Lebensgeschichte und geistige Entwicklung reflektierte. 1917, nach dem Tod von Bloy und ihrem jüngsten Sohn Jean-Franc, übersiedelte Meer de Walcheren mit seiner Frau nach Oosterhout, wo sie das monastische Leben der Benediktiner kennenlernten und eine spirituelle Verbundenheit etablierten, die auf das spätere Leben prägenden Einfluss ausübte. Von 1921 bis 1924 war er Herausgeber von De Nieuwe Eeuw, ab 1924 Chefredakteur von Opgang und maßgeblich an der Schaffung der Literaturzeitschriften Roeping and De Gemeenschap beteiligt.

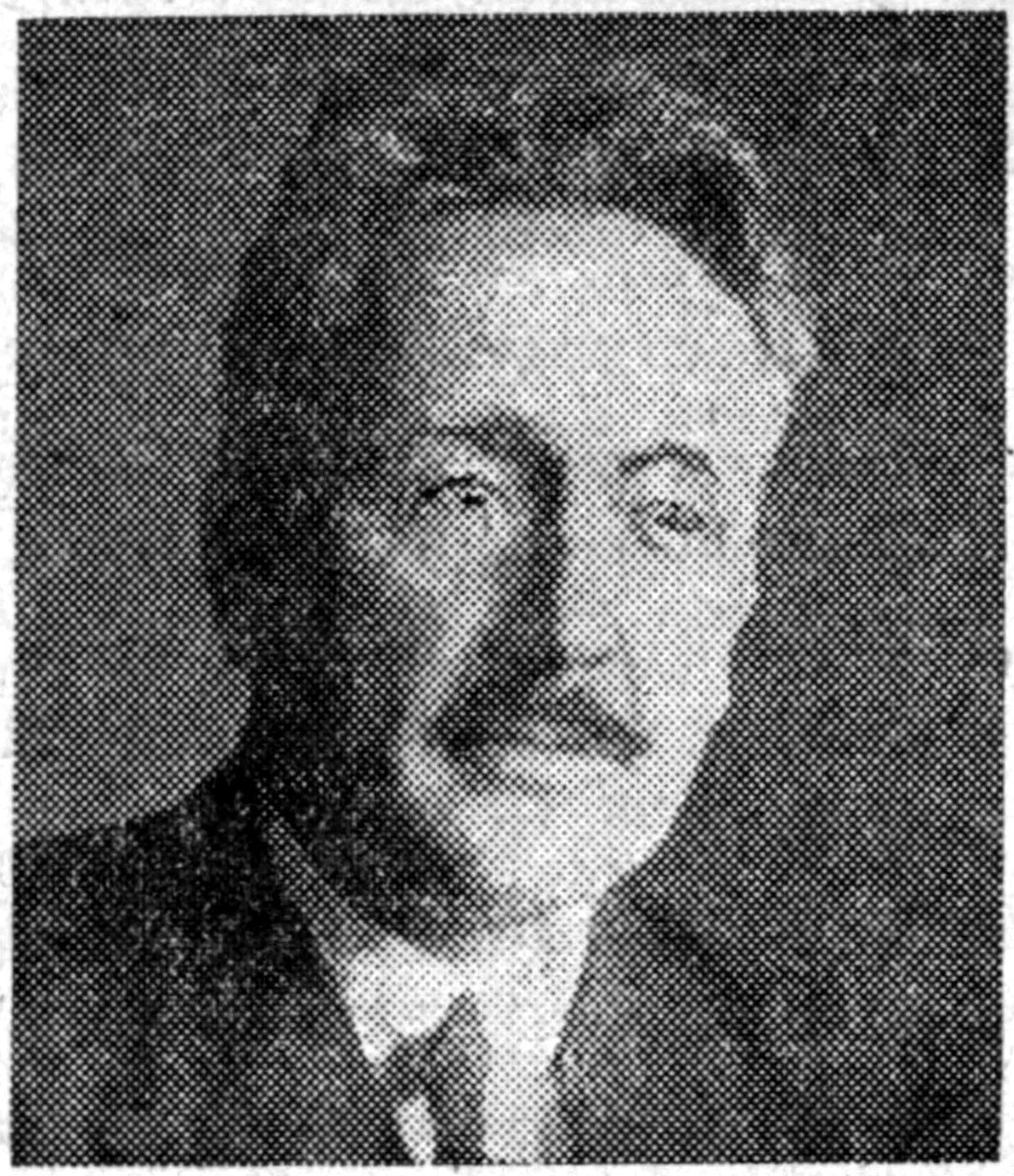
Pieter van der Meer de Walcheren, 1929.

Nachdem ihr ältester Sohn Pierre-Léon in die Benediktinerabtei Sint-Paulusabdij in Oosterhout eingetreten und 1933 im Alter von 29 Jahren gestorben war, beschlossen Meer de Walcheren und seine Frau, selbst in den Benediktinerorden einzutreten: Er wurde Novize in Sint-Paulusabdij in Oosterhout, sie in der Abbaye Sainte-Cécile in Solesmes. Beide machten ihren Entschluss 1936 vor Ablegung der Profess rückgängig, zumal „Sœur Roseline“ für die strenge Klosterordnung nicht geeignet erschien.
Nach ihrem Klosteraustritt lebten sie wie bereits von 1929 bis 1933 in Paris, wo Meer de Walcheren die literarische Direktion des Verlags Desclée De Brouwer übernahm, ab 1939 in Bilthoven, später in Breda. Zwei Wochen nach dem Tod seiner Frau am 26. Dezember 1953 kehrte Pieter van der Meer de Walcheren wieder als Mönch in die Sint-Paulusabdij in Oosterhout zurück, wo er 1956 im Alter von 76 Jahren die Priesterweihe empfing.
Seine letzten Jahre waren geprägt von einer Vorliebe für das Klosterleben in einem modernen Stil, worin sich seine jugendlich-revolutionäre Prägung widerspiegelte. Er wurde auf dem Friedhof der Benediktinerabtei Sint-Paulusabdij in Oosterhout begraben.
Seine Tochter Anne-Marie trat 1931 ebenfalls in den Benediktinerorden ein und lebte unter dem Ordensnamen Xristine Anne Marie in der Abtei Notre Dame in Oosterhout. Zwischen 1965 und 1971 korrespondierte sie mit Thomas Merton. Nach ihrer Exklaustration wirkte sie als freischaffende Kunstmalerin.

## Veröffentlichungen in deutscher Sprache
- Das weiße Paradies. Verlag "Ars sacra" Josef Müller, München 1930.
- Heimweh nach Gott. Tagebuch. Herder, Freiburg im Breisgau 1937.